# Club Unión Temuco
Club Unión Temuco var en fotbollsklubb från Temuco i Chile, som grundades den 30 januari 2008 av Marcelo Salas. Klubben fick redan säsongen 2009 chansen att spela i den tredje högsta divisionen och lyckades redan då gå upp i den näst högsta serien. Klubben spelade sina matcher på Estadio Municipal Germán Becker. I juni 2013 meddelade klubben att Unión Temuco skulle uppgå i Deportes Temuco och att Unión Temuco därmed skulle upphöra att existera. Detta innebar att Unión Temucos plats i Primera B 2013/2014 övertogs av Deportes Temuco.